# Astracan
|  | Per a altres significats, vegeu «Astracan (desambiguació)». |

Astracan (rus: А́страхань, Àstrakhan; tàtar: Ästerxan) és la ciutat més gran del sud de la Rússia europea i és la capital de l'óblast homònima. La ciutat és a la riba del riu Volga, a prop del delta que forma en la desembocadura a la mar Càspia. La ciutat és un centre industrial i port de trànsit per al comerç entre la Rússia europea i l'Àsia central.

## Geografia

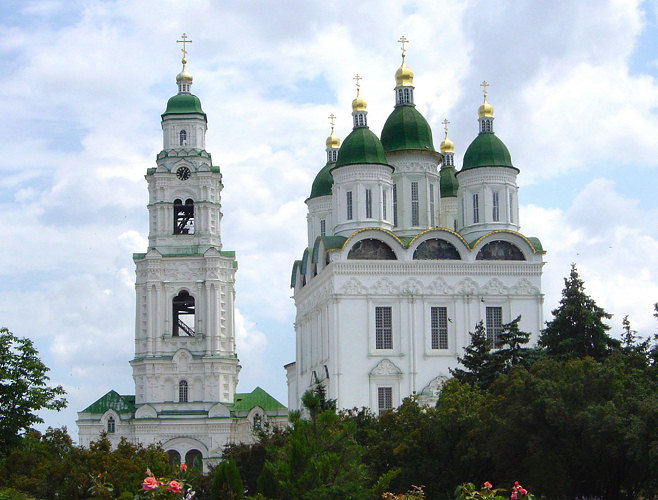
Catedral de l'Ascensió

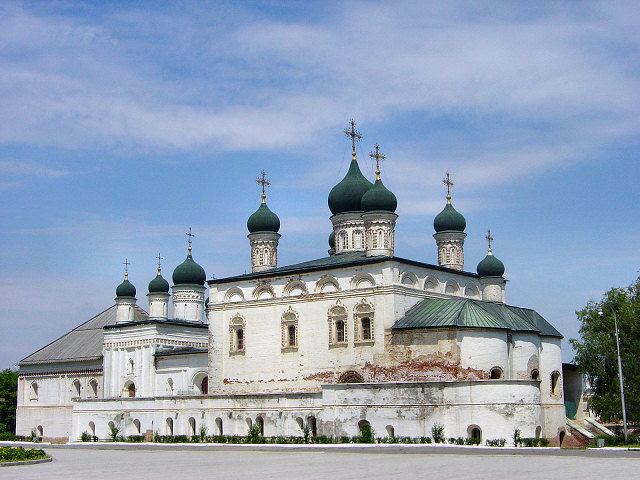
Catedral de la Trinitat

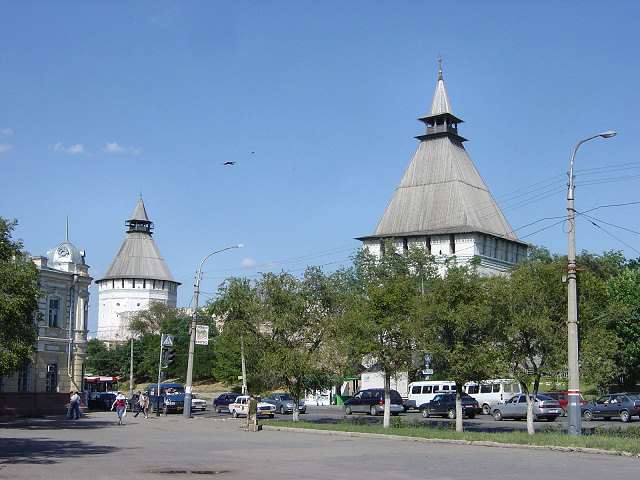
Torres de la ciutadella d'Astracan

La població, segons dades del 2004, era d'uns 502.800 habitants. Té un clima continental. La temperatura mitjana anual és de 10,1 °C, el mes més fred és gener amb una temperatura mitjana de -4,8 °C i el més càlid és juliol amb 25,2 °C. La temperatura mínima absoluta és de –33 °C i la màxima absoluta de 41 °C. La zona és semiàrida amb 222 litres de pluviometria anual.

## Història

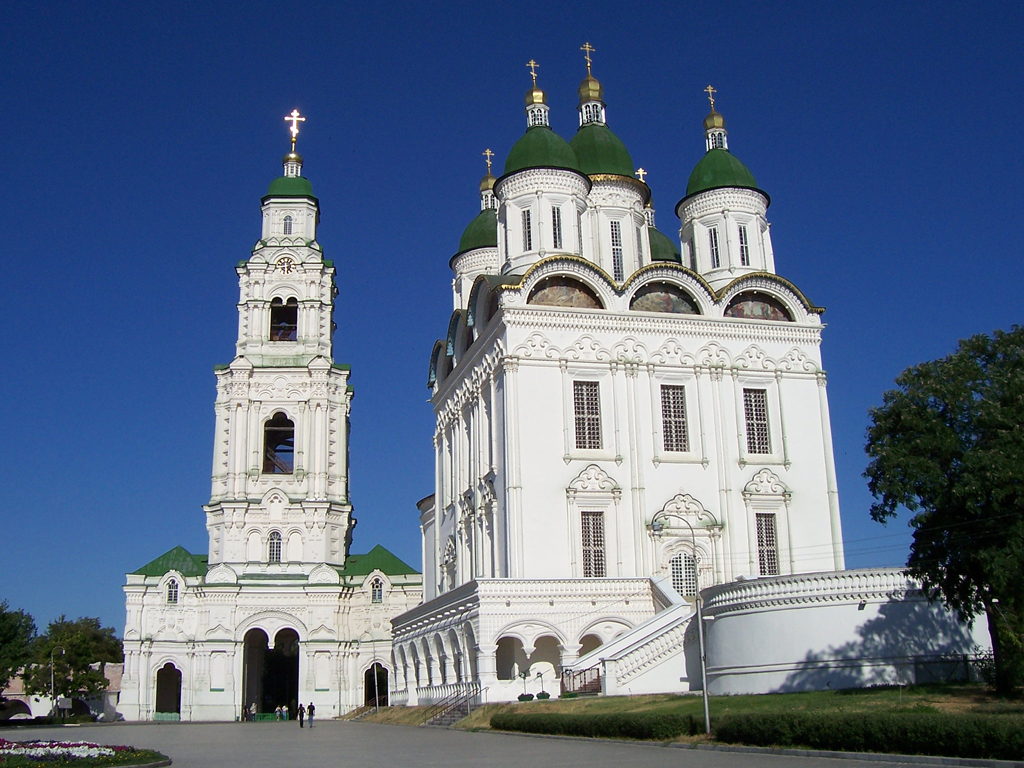

Ibn Battuta esmenta el 1133 una  colònia fundada per un peregrí de la Meca que per prestigi religiós havia obtingut l'exempció d'impostos; tenia el nom àrab de Hadjdji Tarkhan (Xacitarxan) de Hadjdj = Peregrí a la Meca, i Tarkhan = noble exempt d'impostos entre els mongols. També apareix esmentada com a Cytrykan o Zytrychan, i en italià Citricano i a les fonts turques com Azdärkhän i Ashtarakan. Les primeres monedes de la colònia apareixen el 1374/1375.
La ciutat fou destruïda per Tamerlà l'hivern del 789 (1395/1396) junt amb la Vella Sarai, però mentre aquest darrer lloc va desaparèixer, Hadjdji Tarkhan es va recuperar i esdevingué de mica en mica el principal centre comercial de la regió.
El 1466, quan l'Horda d'Or ja havia entrat en decadència, es va instal·lar a la ciutat (ja coneguda com a Astracan) una dinastia de prínceps gengiskhànides nogai descendents del kan dels tàrtars, Küčük Mehmed, de nom Kasim Khan (1466-1490). El va succeir el seu germà Abd al-Karim (1490-1504) i en aquesta època es van estendre fins Stavropol, Orenburg (Čkalov), Samara i Saràtov. Després del 1504 la inestabilitat, els atacs dels kans de Crimea i dels kan Nogai, van debilitar el kanat. Sota Abd al-Rahman (1534-1538) es va demanar ajut a Rússia. El 1544 va pujar al tron Yamghurčay o Yaghmurči que va regnar fins al 1554 quan els russos van entrar al kanat, i van posar al tron a Derwish Ali, però el 1557 aquest es va aliar als Tàrtars de Crimea i als Nogai i fou deposat i el kanat annexionat a l'imperi.
El 1558 els russos van refundar la ciutat 11 km més avall de l'antiga on la població russa fou majoritària encara que també hi havia tàrtars i armenis i fins i tot emigrants indis que fusionats als tàrtars van originar els agryzane. El 1569 fou amenaçada pels otomans i tàrtars de Crimea, que foren rebutjats (a l'any següent els otomans van renunciar als seus drets sobre Astracan) i passat el perill els russos van construir (1582) una muralla i després una ciutadella (1589). Va patir encara alguns saquejos de tàrtars.
A partir del 1623 el territori fou ocupat pels calmucs i en algun moment van arribar a assetjar la ciutat que també va patir alguns saquejos per part dels cosacs (especialment Stenka Razin el 1667-1668 i 1670-1671 en què la va dominar uns mesos) i alguns terratrèmol, epidèmies i incendis (1702, 1718, 1767). El 1700 i 1710 es van consagrar les seves catedrals. El 1705 fou teatre d'una revolta contra el tsar (Rebel·lió de Bulavin) dirigida pel cosac Kondraty Bulavin. El 1719 fou saquejada pels perses. El 1722 fou declarada port militar de la mar Càspia (fins al 1867 que aquesta condició va passar a Bakú). Les faccions dels calmucs que vivien a l'est del Volga van ser expulsades el 1770-1771 (les que estaven establertes a l'oest ho foren el 1944).
El 1717 els russos van crear el govern d'Astracan. A partir de 1750, per fer balança, els russos hi van establir uns 25.000 cosacs (Cosacs d'Astracan reorganitzats el 1817 i dissolts el 1919). El 1785 el govern va passar a dependre del Caucas. El 1801 s'hi van establir els kazakhs però sota control rus. El 1830 una epidèmia de colera va delmar la població. El 1832 fou separat del govern del Caucas; el govern fou reorganitzat amb nous límits el 1860 amb 236.500 km² i 208.000 habitants. La població de la ciutat era de 113.001 habitants el 1897 (incloent-hi 12000 musulmans i 6200 armenis).
El 1919 va integrar la República Federativa Socialista Soviètica Russa i va formar part del territori dels calmucs fins al 1943; a finals del 1942 els alemanys van arribar fins a uns 100 km d'aquí (un dels punts més orientals als que van arribar), però es van retirar el 1943. Dissolt el territori dels kalmucs es va formar el 27 de desembre de 1943 un oblast de 96.300 km². El 1939 la població era de 253.655 habitants

## Educació
Els principals centres educatius són la Universitat Estatal Tècnica d'Astracan i la Universitat Estatal d'Astracan

## Personatges
- Borís Kustódiev, pintor
- Rinat Dassàiev, futbolista
- Valéria Bàrsova, soprano

## Ciutats germanes
- Brest, Belarús
- Ahmedabad, Índia